# Стою Стоев (политик)
Стою Теодоров Стоев е български  политик от „Продължаваме промяната“. Народен представител в XLVII,  XLVIII и XLIX народно събрание.

## Биография
Стою Стоев е роден на 11 ноември 1992 г. в град Пловдив, България. Син е на Теодор Стоев, председател на Надзорния съвет на Агенцията за приватизация, от квотата на НДСВ.
През 2011 г. завършва Националната природо-математическа гимназия в София, а през 2017 г. специалност „Право“ в Нов български университет.
Вписан е в Софийската адвокатска колегия от края на 2021 г. Част е от адвокатското дружество „Стоев, Стоев и партньори“, на което управляващ съдружник е баща му Теодор Стоев.
Същата 2021 година се явява на парламентарните избори през ноември 2021 г. като кандидат за народен представител от „Продължаваме промяната“, 3-ти в листата ѝ за 17 МИР Пловдив – област, откъдето е избран. Избиран е за депутат и в следващите два парламента.
Според споразумение между ГЕРБ и ПП-ДБ е избран за председател на правната комисия в XLIX народно събрание.